# Данцев, Андрей Андреевич
Андре́й Андре́евич Да́нцев (25 октября 1946, Краснодар — 6 апреля 2010, Новочеркасск, Ростовская область) — советский и российский философ, специалист в области философии естествознания, историк-краевед, поэт. Доктор философских наук, профессор.

## Биография
В 1970 году окончил химико-технологический факультет Новочеркасского политехнического института (НПИ).
В 1974 году получил учёную степень кандидата философских наук, в 1992 году — степень доктора философских наук. С 1973 года и до конца жизни работал в Новочеркасском политехническом институте ассистентом, а позднее — старшим преподавателем, доцентом, профессором кафедры философии.
Является автором многочисленных статей и книг по философии, краеведению, поэтических сборников.

## Научные труды
- Данцев А. А. Философия и химия. Проблемы формирования аппарата химических понятий. — Ростов-н/Д: РГУ, 1991. — 110 с.
- Азбука сердца: цикл лирических миниатюр / Андрей Данцев. — Ростов-на-Дону: Изд-во «Пегас», 1995. — 71, [1] с.
- Великие сыны Дона: Ермак Тимофеевич, Степан Разин, Кондратий Булавин, Иван Краснощеков, Емельян Пугачев, Матвей Платов, Яков Бакланов, Кузьма Крючков, Иван Мушкетов, Николай Дубовской, Василий Фесенков, Михаил Шолохов, Алексей Лосев / А. А. Данцев. — Ростов-на-Дону: Изд-во «Пегас», 1995. — 84 с.: портр.
- Любимый сын России: Сергей Еcенин и Дон. — Ростов-на-Дону: Пегас, 1995. — 35 c.: ил.
- Новочеркасск Алексея Лосева: прошлое и настоящее. — Новочеркасск: Набла, 1997. — 27 с.: ил. — (Страницы донской истории).
- Университет — любовь моя: страницы истории первого донского вуза: [историко-краевед. очерки]. — Новочеркасск: [Новочерк. гос. техн. ун-т], 1997. — 316 с., 6 л. ил.: 6 л. ил., ил. — Новочеркасскому гос. техн. ун-ту — 100 лет.
- Искатели счастья: повесть о философе Лосеве. — Новочеркасск: НОК, 1999. — 63 с.: ил.
- Три встречи с Пушкиным: великий поэт в Новочеркасске: исторические очерки. — Новочеркасск: НОК, 1999. — 48 с.: ил.
- Донские казаки и их столица: документально-краеведческие очерки / Акад. гуманит. наук, Упр. культуры и искусства Администрации г. Новочеркасска. — Новочеркасск: НОК, 2000. — 180 с.: ил.
- Правители России. XX век / А. А. Данцев. — Ростов-на-Дону: Феникс, 2000. — 511 с., [4] л. ил. — (Исторические силуэты).
- Данцев А. А. Правители России. XX век. — Ростов-н/Д: Феникс, 2000. — 512 с. — ISBN 5-222-00755-3.
- Крылатое облако: стихотворения. — [Новочеркасск]: НОК, 2001. — 40 с.
- Похищение солнца: повесть. — Новочеркасск: НОК, 2001. — 115 с.
- «…Я заезжал в Черкасск…»: Лермонтов и столица дон. казаков: ист. очерки. — Новочеркасск: НОК, 2001. — 36 с.: ил.
- Созвездие Тихого Дона: донские казаки и их столица. Великие сыны Дона: ист. очерки. — Новочеркасск: НОК, 2001. — 256 с.: ил.
- Новочеркасский политехнический: начало биографии: первые страницы истории дон. вуза. — Новочеркасск: [Юж.-Рос. гос. техн. ун-т], 2002. — 39 с.: ил.
- Университетская рапсодия: [стихотворения] / Андрей Данцев. — Новочеркасск: [УППЦ ЮРГТУ (НПИ)], 2002. — 80 с.
- Голубинцев В. О., Данцев А. А., Любченко В. С. Философия для технических вузов. — Ростов-н/Д: Феникс, 2003. — 640 с. — 5000 экз. — ISBN 5-222-03736-3.
- Предводителю донских казаков: страницы истории создания и возрождения памятника М. И. Платову в Новочеркасске: документально-краеведческие очерки / А. А. Данцев. — Новочеркасск: НОК, 2003. — 54, [1] с.: ил. — К 250-летию со дня рождения М. И. Платова.
- Разбежавшиеся мысли: Заветное. Сокровенное. Потаённое: [сборник] / Андрей Данцев. — [Новочеркасск]: НОК, 2004. — 60 с.
- А. Ф. Лосев / А. А. Данцев. — Москва; Ростов-на-Дону: Март, 2005. — 109, [2] с. — (Философы XX века. Отечественная философия / отв. ред. Е. В. Золотухина).
- Город на холме: казачья столица: приметы прошлого / А. А. Данцев. — Изд. 2-е, перераб. и доп. — Новочеркасск: НОК, 2005. — 203 с., [4] л. ил. — 200-летию Новочеркасска посвящ.
- Новочеркасск: история основания: документально-краеведческий очерк / А. А. Данцев. — Новочеркасск: [б. и.], 2005. — 51 с.
- Солнечная ночь: стихотворения / Андрей Данцев. — [Новочеркасск]: НОК, 2005. — 63 с.
- Было…: из дневников и записных книжек / А. А. Данцев. — Новочеркасск: [Юж.-Рос. гос. техн. ун-т], 2006. — 47 с.
- Земную твердь пронзая взглядом: Алексей Кобилев — человек и учёный: к столетию со дня рождения / А. А. Данцев. — Новочеркасск: [УПЦ «Набла» ЮРГТУ (НПИ)], 2006. — 126 с.: ил.
- Колыбель весны: стихотворения / Андрей Данцев. — Новочеркасск: [НОК], 2006. — 63 с.
- Планета по имени «ЮРГТУ (НПИ)»: страницы истории первого донского вуза: к 100-летию университета: [историко-краеведческие очерки] / А. А. Данцев. — Новочеркасск: [Юж.-Рос. гос. техн. ун-т], 2007. — 295 с.: ил., портр.
- Судьба профессора Велихова: документально-биографический очерк / А. А. Данцев. — Новочеркасск: [Юж.-Рос. гос. техн. ун-т], 2007. — 47 с. — К 100-летию ЮРГТУ (НПИ).
- Оправдание времени: повесть / А. А. Данцев. — Новочеркасск: [НОК], 2008. — 135 с.
- Опережая время: штрихи к творческому портрету профессора В. А. Волосухина / А. А. Данцев. — Новочеркасск: ЛИК, 2009 (Новочеркасск: ЛИК) . — 35 с.: фот.
- Избранные произведения. Т. 1: Новочеркасск. Казачья столица, её люди и приметы прошлого. — Новочеркасск: Колорит, 2010. — 538 с., [1] л. портр[1].